# Brezje pri Grosupljem
Brezje pri Grosupljem – wieś w Słowenii, w gminie Grosuplje. 1 stycznia 2017 liczyła 989 mieszkańców.